# Лосев, Николай Дмитриевич

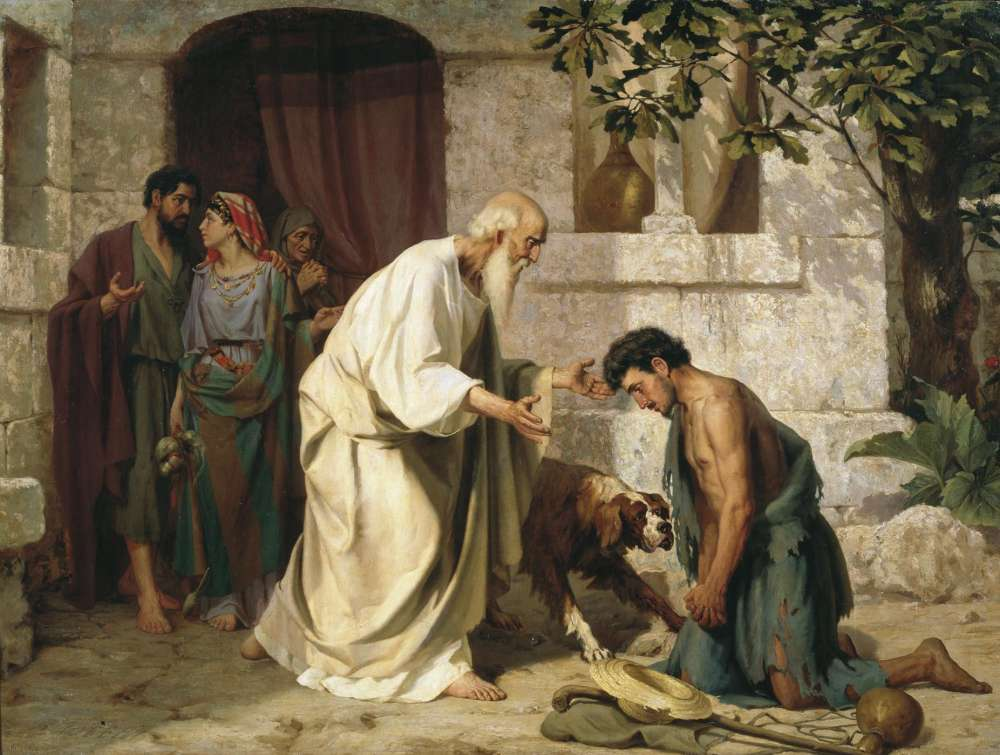
«Блудный сын». 1882. Национальный художественный музей Республики Беларусь

Никола́й Дми́триевич Ло́сев (1855 — после 1918) — русский живописец, академик, наставник императрицы Марии Фёдоровны, неоднократно награждённый медалями Академии художеств.

## Биография
Николай Дмитриевич Лосев родился в 1855 году в селе Петрово-Карцево Воловской волости Ливенского уезда Орловской губернии в семье сельского священника. У Николая был младший брат Сергей, который в дальнейшем стал врачом, работал в Орле и до революции был довольно богатым человеком:16.
Николай был отправлен на учёбу в Ливенское духовное училище, как и многие сыновья местных клириков, поскольку там детям священников полагалось бесплатное образование. Училище Николай закончил в 1874 году. Ему, как старшему сыну, родители прочили будущее священника, но судьба распорядилась иначе. Он чувствовал в себе дар живописца и уехал в Петербург поступать в Императорскую Академию художеств.
Как часто бывает, первая попытка не увенчалась успехом: экзамен по рисунку пройти не удалось. Однако Николай добился разрешения посещать занятия в качестве вольнослушателя, или, как тогда выражались, «своекоштного».
Отец Николая, недовольный своеволием сына, заявил, что не станет ему помогать. Поэтому «своекоштная» жизнь была полна материальных лишений. Продлилась она два долгих года. Но этого времени хватило, чтобы достичь необходимого уровня мастерства. В 1876 году его принимают в Академию на курс Павла Петровича Чистякова, причём на казённый кошт, то есть на государственное обеспечение. Николай наконец-то получает возможность стать на ноги и почувствовать уверенность в правильности выбора пути:19.
Кроме знаний и мастерства, полученных у признанных преподавателей Академии, обучение для Николая было отмечено надзором полиции из-за подозрения в политической неблагонадёжности. Это произошло по причине его близкого знакомства с одной из сокурсниц — Екатериной Михайловной Соловьёвой (урождённой Челищевой), женой А. К. Соловьёва, несостоявшегося цареубийцы.
С 1879 по 1882 год работы Н. Лосева отмечаются различными медалями Академии. А в 1883 году ему присуждается Большая золотая медаль Академии художеств за полотно «Последние минуты князя Михаила Черниговского в ставке Батыя». Кроме того, ему присвоили звание классного художника первой степени и предоставили право на пенсионерскую поездку за рубеж, которым Николай Дмитриевич воспользовался в 1886 году, уехав в Италию.
На вернисаже Академии художеств сезона 1887—1888 годов Николай Лосев выставил полотно «Отпущение рабыни на свободу», за которое ему присвоили звание академика — самое высокое для российского художника. А в следующем сезоне 1888—1889 годов его работа «Недоразумение» не только получила хвалебные отзывы прессы, но и была куплена вдовствующей императрицей Марией Фёдоровной. Она любила живопись, сама пробовала овладеть этим искусством и, купив работу Лосева, даже обратилась к автору с просьбой стать её наставником у мольберта.
Однако занятия с императрицей продолжались недолго. Через некоторое время сырой климат Петербурга пагубно сказался на здоровье Н. Лосева: у него обнаружился ревматизм, и художнику пришлось уехать в Германию для лечения.
После того как болезнь отступила, врачи порекомендовали пациенту переехать из Петербурга, и Николай Дмитриевич возвращается в Ливенский уезд, поселившись недалеко от станции Кшень в своём родном селе Петрово-Карцево (оно, кстати, существует и поныне).
Здесь он строит студию с диковинными для деревенских жителей стеклянными потолком и стеной. Известно, что в этот период одну из картин Н. Лосева («Раздел имущества») приобрел орловский историк Гавриил Пясецкий. Но прокормиться лишь живописью вдали от столиц крайне затруднительно. Поэтому одновременно со студией Николай Дмитриевич создаёт иконописную мастерскую, где производство ставится на поток. В работе были обычно заняты человек восемь художников и с десяток учеников. Сам Николай Дмитриевич лишь принимал готовые образа, изредка их подправляя. Продукция легко и бойко расходилась среди местного населения:14.
Однако болезнь продолжила наступление. Н. Лосев, распродав всё имущество, перебирается в Евпаторию, где открывает собственную небольшую лечебницу, специализирующуюся на ревматизме. Она просуществовала до 1918 года. Впрочем, хозяин в ней выполнял лишь административные функции, а с пациентами работали несколько профессиональных докторов. К этому моменту заниматься живописью Лосев уже практически не мог, быстро уставал, мучился головными болями и всегда передвигался, опираясь на толстую палку.
Далее следы Николая Лосева теряются. Началась Гражданская война, в годы которой связь с родственниками прервалась. Как он умер и где похоронен, неизвестно. Жены и детей у него не было:22.

## Память
- Картины Н. Д. Лосева «Последние минуты князя Михаила Черниговского в ставке Батыя» (1883) и «Раздел имущества» (1894) хранятся в Государственном Русском музее.